# Эквадорский рыбоядный хомячок
Эквадорский рыбоядный хомячок (Anotomys leander) —  малоизвестный грызун из северных высоких Анд Эквадора, единственный представитель монотипического рода Anotomys из трибы специализированных рыбоядных хомяков Ichthyomyini подсемейства Sigmodontinae.

## Описание
Длина тела — 10—12 сантиметров, хвост длиннее тела — от 13 до 15 сантиметров. Мех грифельно-серый сверху и серо-белый снизу. В области ушей  характерные белые пятна. Уши практически не видны снаружи, ушные проходы могут закрываться, что является адаптации к водному образуй жизни, этого приспособления нет у других родственных рыбоядных хомяков. Несмотря на свое название, эквадорский рыбоядный хомячок питается более мелкими животными, чем рыба, и меньше приспособлен к охоте за рыбой, чем родственные ему представители настоящих рыбоядных хомяков (Ichthyomys).

## Возникновение и существование
На протяжении десятилетий эквадорский рыбоядный хомячок был известен только по нескольким экземплярам, пока зоолог Роберт Восс не смог подробно изучить животных в горном ручье на склонах Пичинчи с 1978 по 1980 год. Все экземпляры этого вида были замечены на высотах от 3600 до 3755 метров. Этот вид высокоспециализированный горный обитатель, который не встречается на более низких высотах.
МСОП относит эквадорских рыбных хомячков к «находящимся под угрозой исчезновения».